# Kosów Lacki (przystanek kolejowy)
Kosów Lacki – zlikwidowany przystanek osobowy i ładownia a dawniej stacja kolejowa w Kosowie Lackim na linii kolejowej nr 55 Sokołów Podlaski – Siedlce, w województwie mazowieckim, w Polsce.